# Mnichovo Hradiště (zámek)
Mnichovo Hradiště je barokní zámek ve stejnojmenném městě v okrese Mladá Boleslav. Původně renesanční zámek, postavený Václavem Budovcem z Budova, vlastnili od 17. století do roku 1945 Valdštejnové. Dochovaná podoba je výsledkem přestavby z přelomu 17. a 18. století. Umělecky hodnotný areál je ve vlastnictví státu a je přístupný veřejnosti. Jeho správu zajišťuje Národní památkový ústav.

## Historie
Mnichovo Hradiště vzniklo ve 13. století v souvislosti s kolonizačními aktivitami nedalekého kláštera v Hradišti nad Jizerou. Statek často střídal majitele, kteří jej nevlastnili dědičně, ale jen jako zástavu a docházelo k častým sporům. Teprve v 16. století Hradiště sňatkem získali do dědičného vlastnictví Budovcové z Budova, ale ani v závěti Kryštofa Budovce (1602) se zde stále nepřipomínalo žádné panské sídlo. Až Václav Budovec, významný politik předbělohorských Čech, nechal v Mnichově Hradišti postavit dvoukřídlý renesanční zámek na půdorysu písmene L (1603–1606).
Jako přední činitel stavovského povstání byl Václav Budovec popraven na Staroměstském náměstí v roce 1621 a jeho majetek byl zkonfiskován. Mnichovo Hradiště spolu s Klášterem Hradiště, Chocnějovicemi a Zásadkou patřilo tehdy k největším panstvím v severních Čechách a za 216 000 zlatých je v roce 1623 koupil Albrecht z Valdštejna. Ten Hradiště již v roce 1627 přenechal svému bratranci Maxmiliánovi. Po zavraždění Albrechta z Valdštejna byl ohrožen nárok na všechen jeho majetek, ale Mnichovo Hradiště bylo nakonec uchováno jako rodová základna Valdštejnů až do 20. století.

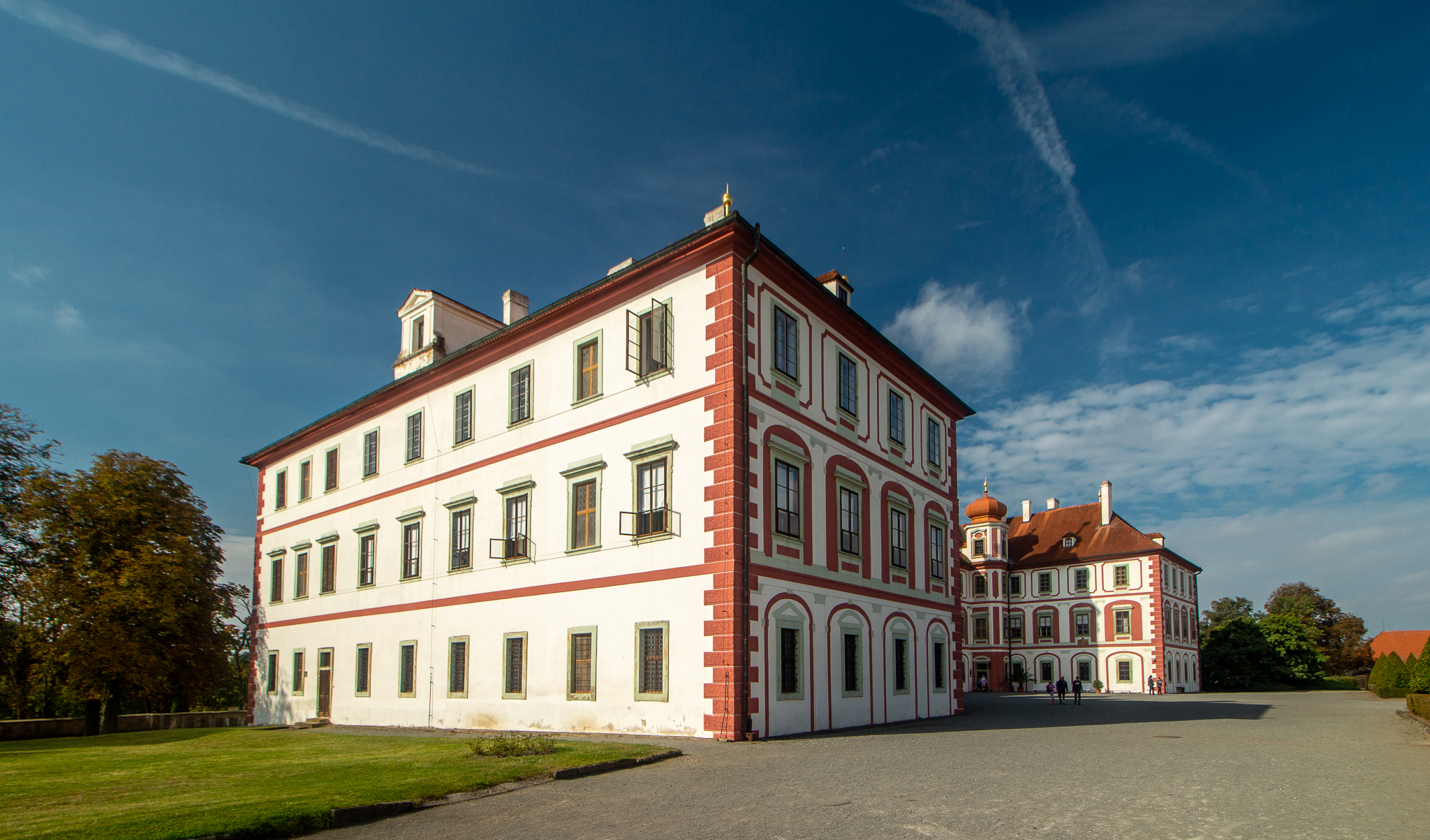
Jihovýchodní křídlo zámku

Od roku 1675 vlastnil Mnichovo Hradiště Arnošt Josef z Valdštejna, který patřil k nejbohatším pozemkovým vlastníkům v Čechách a přistoupil k přestavbě zámku na reprezentační rodové sídlo. 
Podle projektu architekta Marka Antonína Canevalleho v letech 1697–1703 vznikla dochovaná podoba zámku. Samotné přestavbě zámku předcházelo založení kapucínského kláštera a hlavně požár zámku ve Zvířeticích (1690), který definitivně rozhodl o přenesení hlavního sídla do Mnichova Hradiště. Renesanční Budovcův zámek byl rozšířen o severovýchodní křídlo, prostor francouzské zahrady ohraničovaly budovy koníren, taktéž podle Canevallova projektu. Některé stavby z této doby již neexistují, dochována ale zůstala unikátní sala terrena v přímé ose proti hlavnímu vstupu do zámku (1709–1711, architektem byl valdštejnský stavitel Nicolo Raimondi).
Vrcholně barokní podoba zámku v Mnichově Hradišti je významnou památkou světské architektury z přelomu 17. a 18. století, kdy se opouštěl koncept blokových budov s uzavřeným nádvořím a začala se prosazovat podoba trojkřídlého zámku s otevřeným čestným nádvořím a podle významu výškově odstupňovanými hospodářskými budovami. Shodné rysy a pravděpodobnou vzájemnou inspiraci lze ve stejné době pozorovat na lobkovickém zámku Jezeří a ve šternberské Troji.
K dílčím stavebním úpravám docházelo v průběhu 18. a 19. století, například kvůli živelným pohromám (požár 1724) nebo novým požadavkům na bydlení. Původní celková koncepce zůstala ale zachována. Zásadní zásah si vyžádal rok 1833, kdy se v Mnichově Hradišti k diplomatickým jednáním sešli rakouský císař František I., ruský car Mikuláš I. a pruský korunní princ Bedřich Vilém. Dalšími účastníky byli sasko-výmarský vévoda Karel Bedřich a nasavský vévoda Vilém. Setkání panovníků probíhalo tři týdny v září 1833 a během něj byla podepsána dohoda o obnovení Svaté aliance. Tehdy byl barokní taneční sál prostupující dvě patra změněn v zámecké divadlo. Až do 20. století bylo Mnichovo Hradiště nejvýznamnějším sídlem Valdštejnů, před vyvlastněním velkostatek zahrnoval asi 7 500 hektarů půdy.

## Kapucínský klášter a hrobka
Součástí zámeckého areálu je také bývalý kapucínský klášter, který  koupili Valdštejnové po jeho zrušení roku 1782. Tehdejší majitel Jan Vincenc z Valdštejna dal ke kapli sv. Anny přistavět edikulový výklenek se sloupy a erbem ve štítu a interiér upravit na hrobk, která rodinným příslušníkům sloužila až do roku 1923. Uvnitř dal upravit hrob pro sebe a dal tam převézt také ostatky Albrechta z Valdštejna z kláštera ve Valdicích, rovněž zrušeného (1784). Náhrobek z červenohnědého mramoru byl pořízen až v roce 1934 na náklady Karla Arnošta z Valdštejna při příležitosti 300. výročí Valdštejnovy smrti.
Za Karla Arnošta došlo také k posledním stavebním úpravám (oprava sala terreny v roce 1941). Poslední generace Valdštejnů se hlásily k německé národnosti, takže všechen majetek jim byl zkonfiskován v roce 1945 na základě Benešových dekretů.

## Interiéry
Bohatě zdobené zámecké interiéry především v prvním patře zůstaly dochovány v původní podobě z 18.–19. století, výzdoba reprezentačních prostor pochází z doby, kdy inspiraci ze svých rodných sídel přinášely valdštejnské nevěsty z rodů Fürstenbergů, Šternberků nebo Černínů (Zlatý kabinet, kaple). Poslední významnou úpravou interiérů byla přestavba jídelny v souvislosti s přenesením renesančního kazetového stropu ze zámku v Dobrovici (1865). Kromě dobového nábytku nebo sbírky obrazů byl na zámku umístěn také rodový archiv Valdštejnů, který patří k cenným zdrojům poznání českých dějin (v roce 1998 byl přestěhován do Národního archivu v Praze. Přes kontroverzní postavení Albrechta z Valdštejna v evropských dějinách se mnichovohradištská větev Valdštejnů zaměřila na systematické budování sbírky, které připomínají jeho osobnost. K tomu dopomohl i převoz předmětů ze zámku Duchcov po vymření duchcovské větve rodu (1901).

## Současná expozice
| Rok  | Počet návštěvníků |
| ---- | ----------------- |
| 2015 | 18 130            |
| 2016 | 20 501            |
| 2017 | 17 778            |

Hned po znárodnění v roce 1945 byl zámek v Mnichově Hradišti určen pro muzejní účely jako centrum regionu bohatého na kulturní památky a již v roce 1946 zde bylo otevřeno městské muzeum. V současnosti je zámek ve správě Národního památkového ústavu a je zpřístupněn veřejnosti.
- 1. okruh: stylové zámecké interiéry s rodovými valdštejnskými sbírkami (50 minut) – součástí prohlídky je chodba s rodinnými portréty Valdštejnů, předsíň a zámecká kaple, předpokoj paní hraběnky, ložnice, italský a hudební salon, lovecký salon, přijímací salon, dámsky pokoj, delftská jídelna, orientální pokoj, míšenská jídelna a knihovna. Knihovna, obrazárna a zámecká kaple jsou k dispozici pouze k nahlédnutí.
- 2. okruh – Divadlo a Svatá aliance (45 minut): Okruh věnovaný schůzce Svaté aliance, která se na zámku odehrála v září roku 1833. V rámci okruhu návštěvníci uvidí pamětní a lovecký salon, zbrojnici, empírový salon, divadelní šatnu a samotné divadlo. V empirovém salonu je pak ceněná sbírka antických nádob od Františka Kollera, místního rodáka.
- 3. okruh – Kostel a Kaple: lapidárium pískovcových barokních soch, hrobka Albrechta z Valdštejna v kapli sv. Anny (30 minut)
- 4. okruh – dětská prohlídka (o letních prázdninách – zkrácený okruh doprovázený kostýmovanými průvodci) (30 minut)

## Galerie

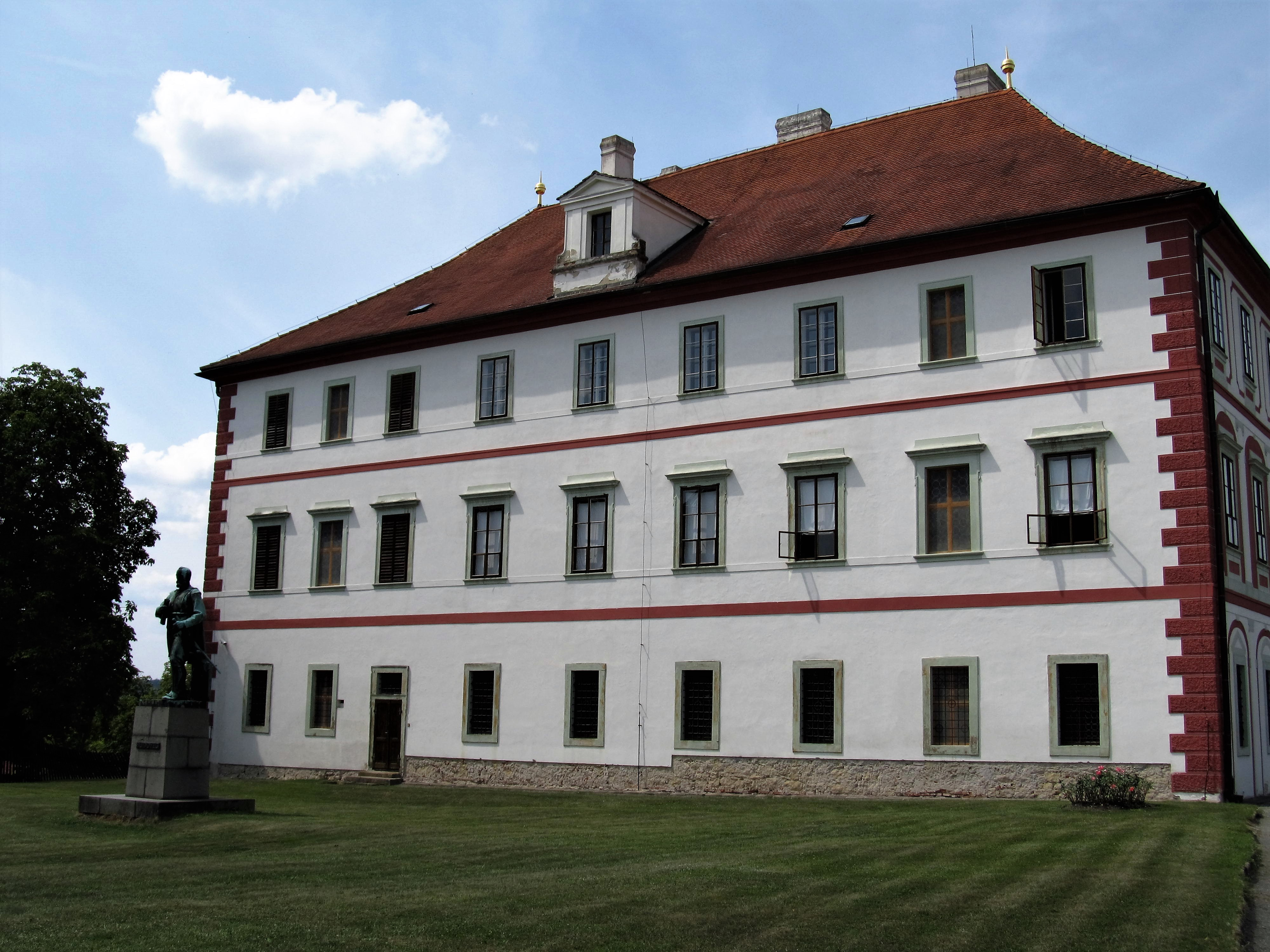
Jihovýchodní křídlo zámku se sochou Václava Budovce
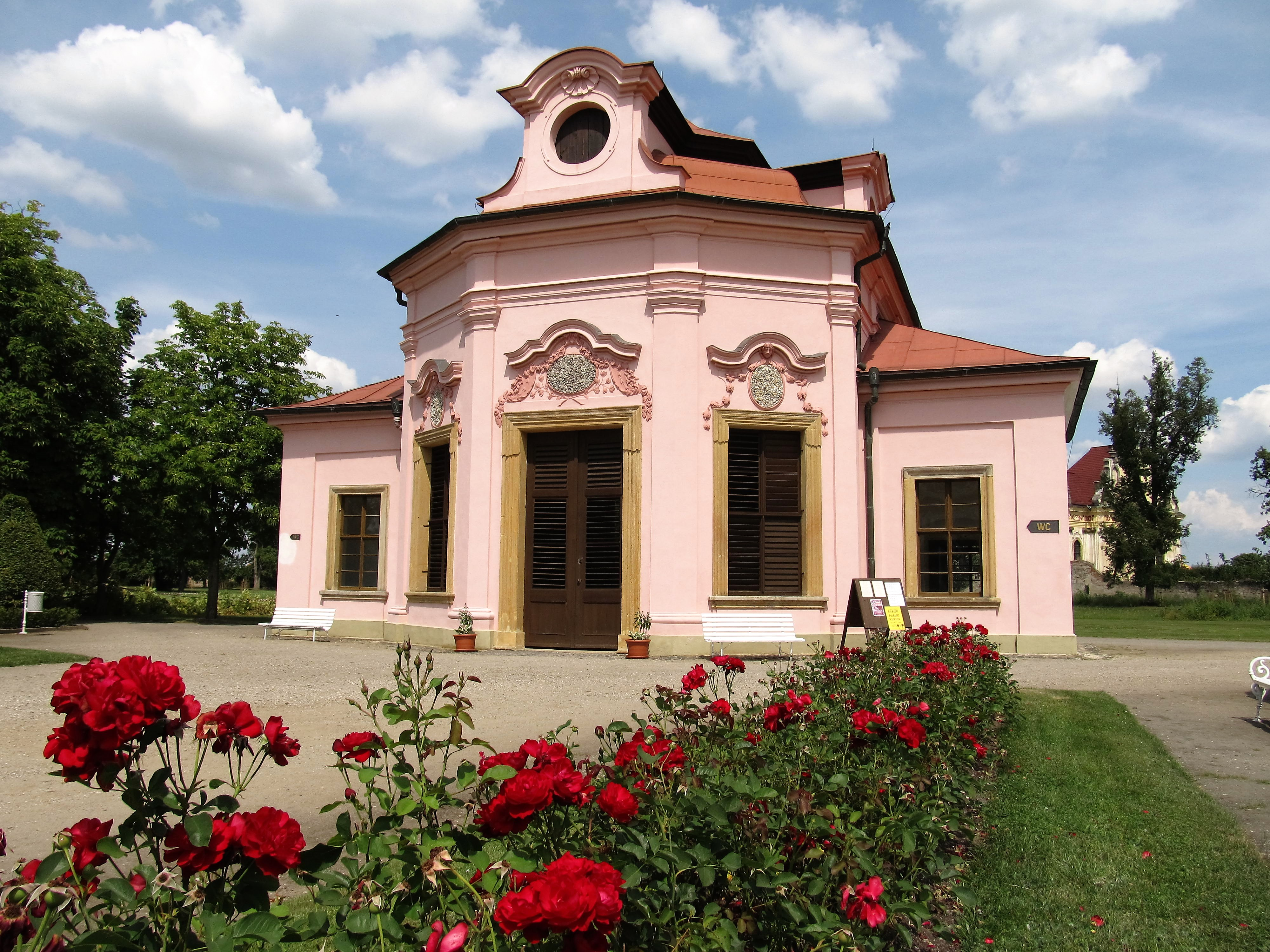
Sala terrena v zahradě naproti zámku
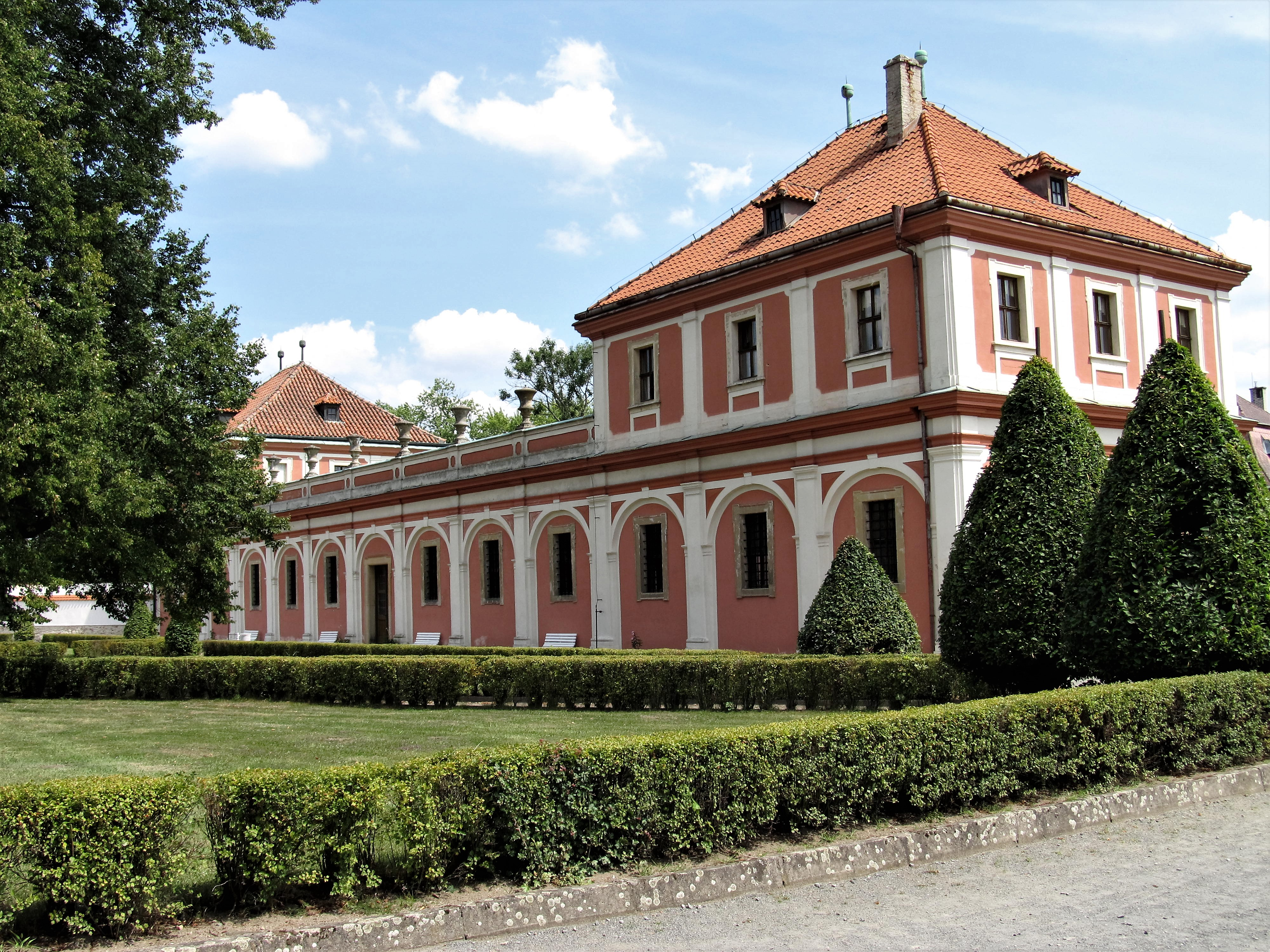
Zámecké konírny
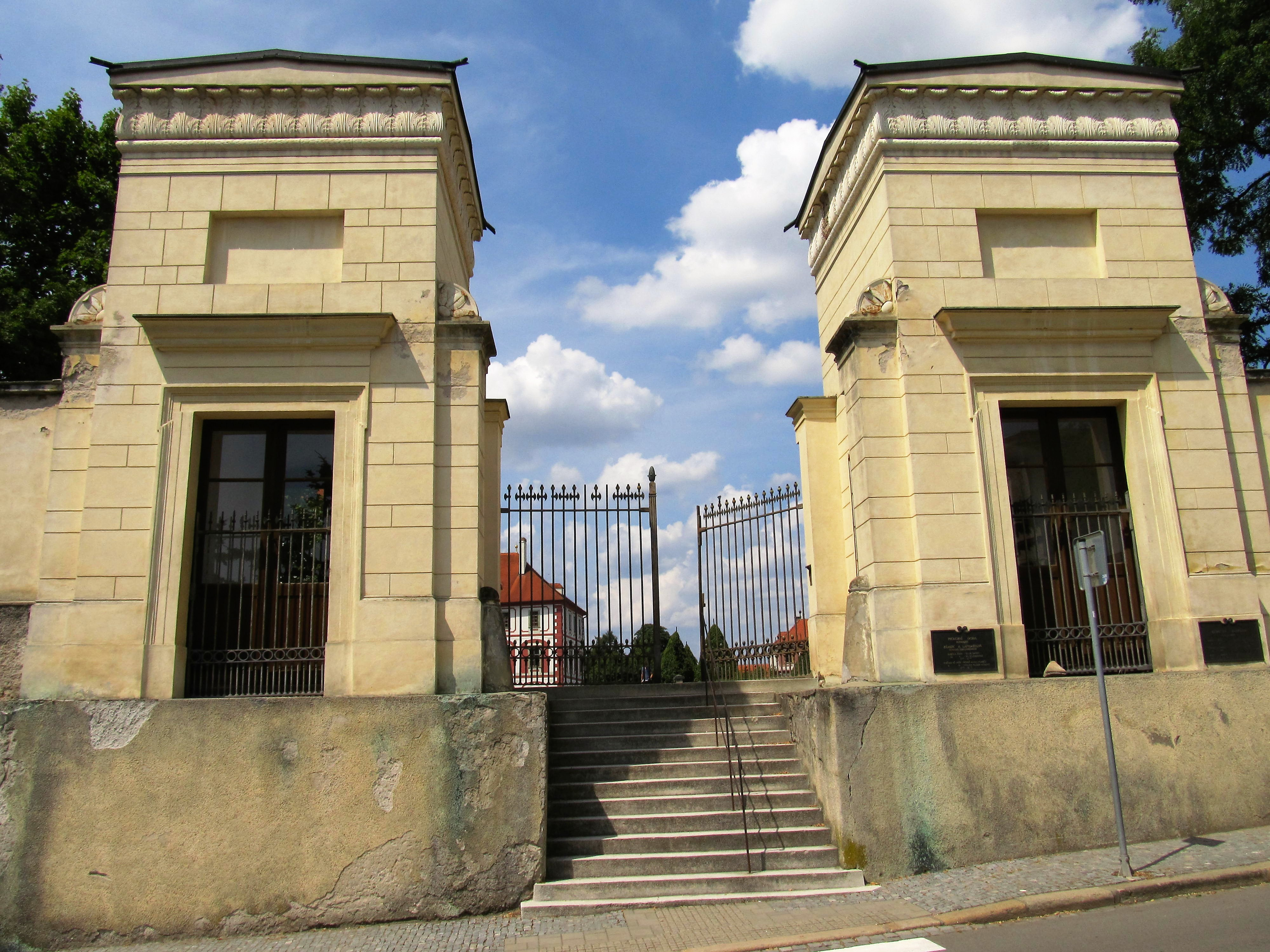
Klasicistní brána do zámeckého areálu
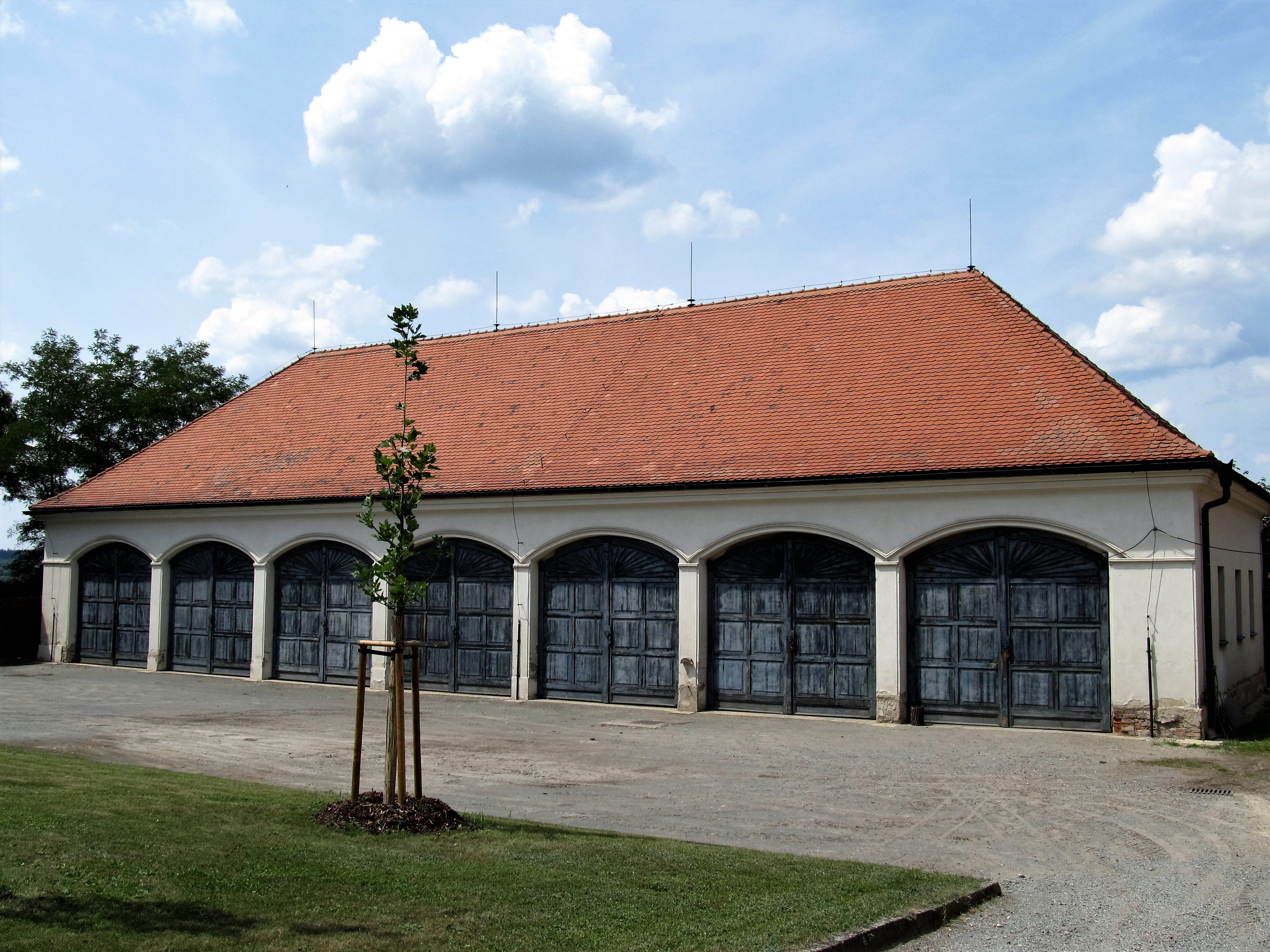
Jízdárna
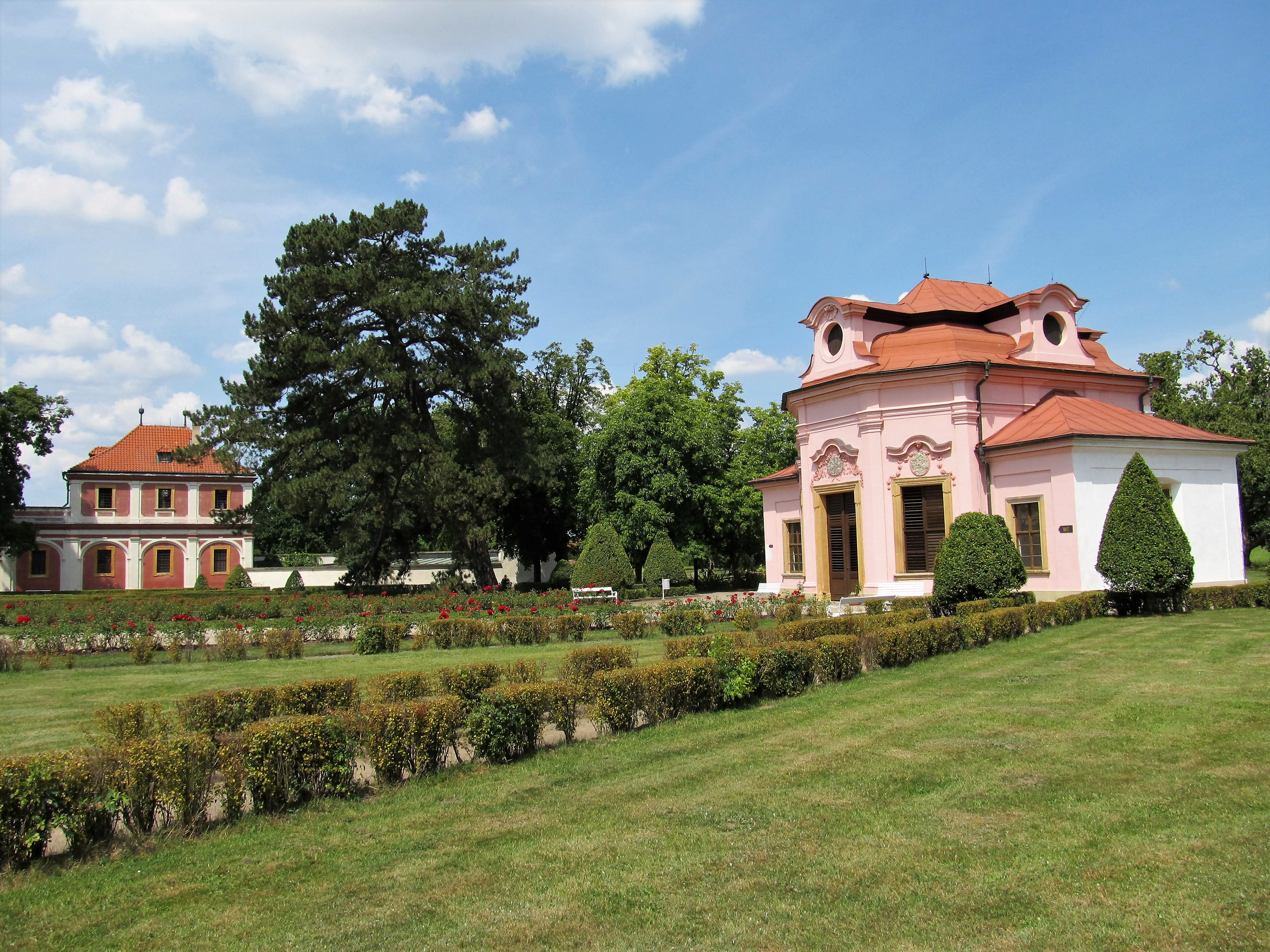
Francouzská zahrada se sala terrenou a konírnami
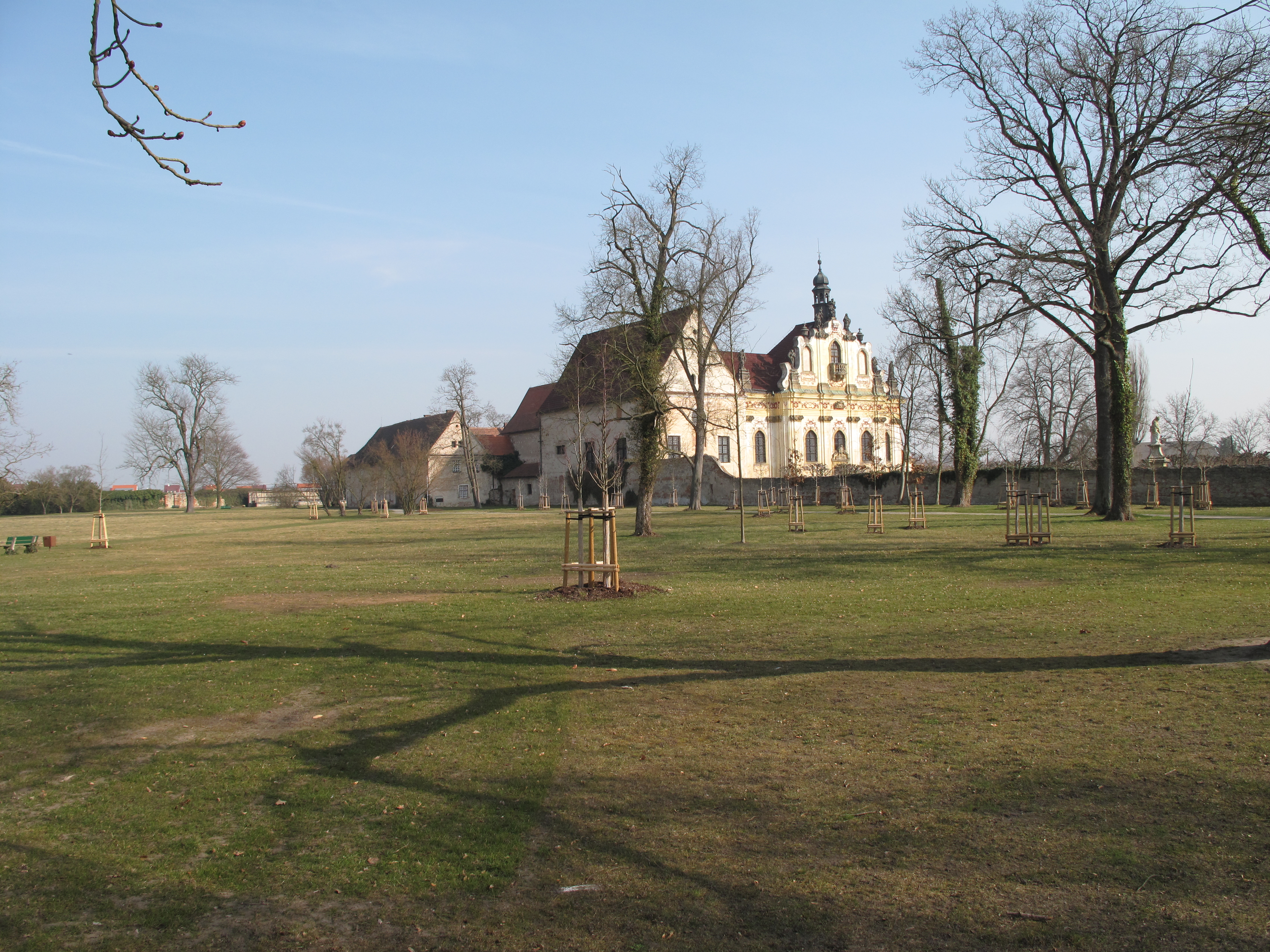
Zámecká zahrada a kapucínský klášter
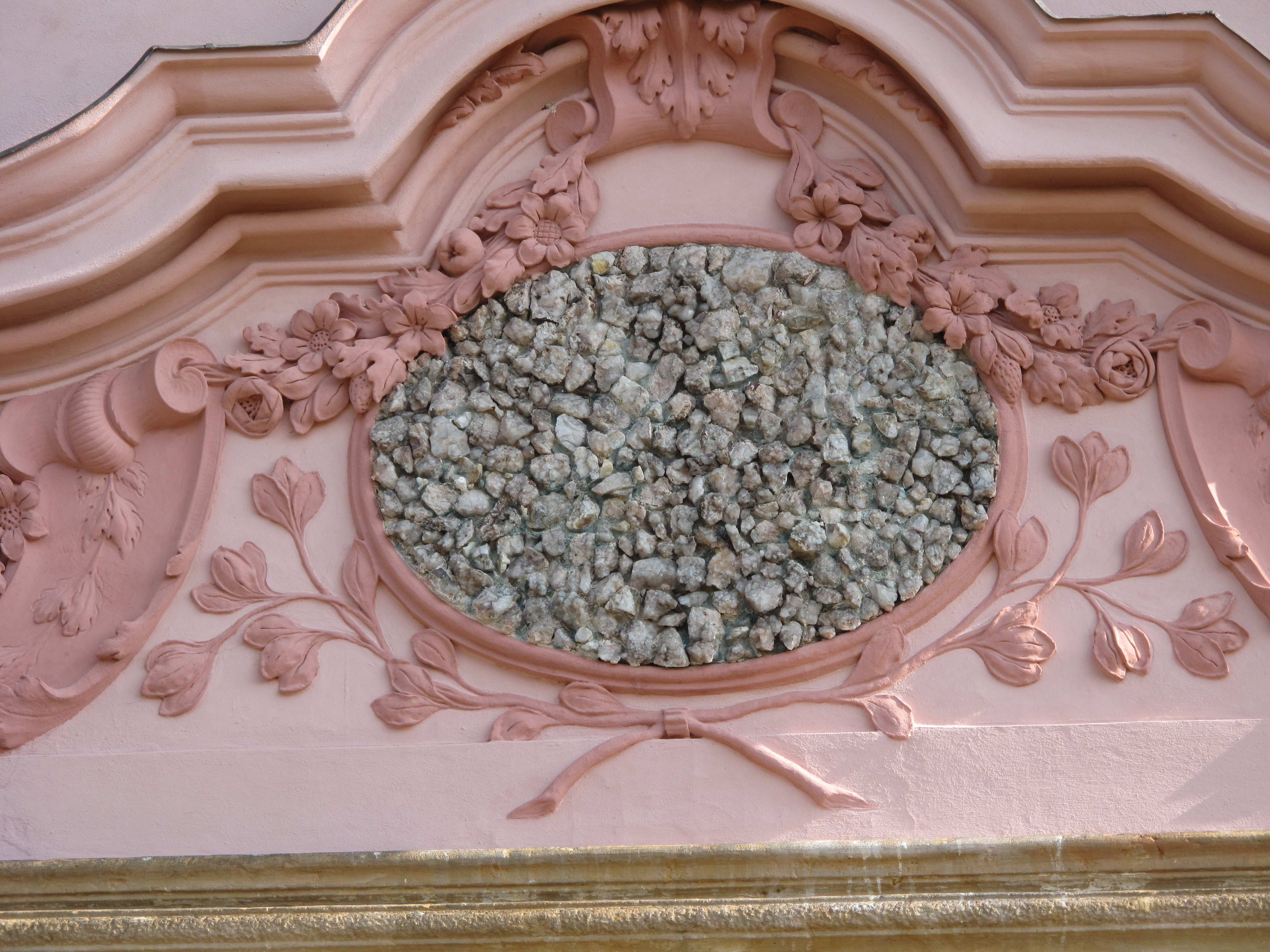
Sala terrena – detail